# Theodore D. Martin

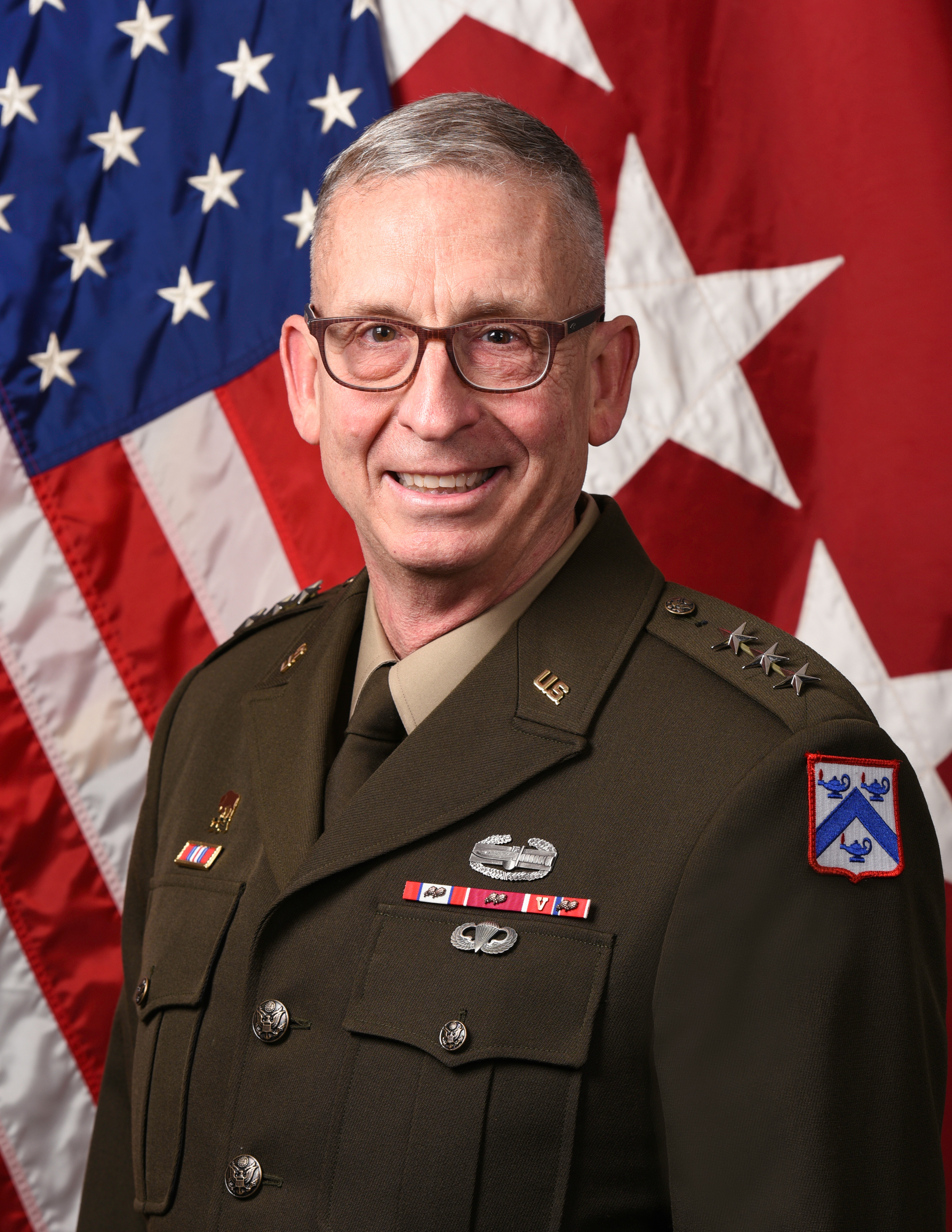
Theodore D. Martin

Theodore David Martin (* 21. Dezember 1960 in Massachusetts) ist ein pensionierter Generalleutnant der United States Army. Er war unter anderem Kommandeur der 2. Infanteriedivision.
Theodor Martin entstammt einer militärischen Familie mit über zehn Generationen umspannenden militärischen Vorfahren. Bereits im Jahr 1776 kämpfte einer seiner Vorfahren namens Daniel Martin als einfacher Soldat im Amerikanischen Unabhängigkeitskrieg. In den Jahren 1979 bis 1983 durchlief Theodore Martin die United States Military Academy in West Point. Nach seiner Graduation wurde er als Leutnant den Panzertruppen zugeteilt. In der Armee durchlief er anschließend alle Offiziersränge vom Leutnant bis zum Drei-Sterne-General.
Im Lauf seiner militärischen Karriere absolvierte Theodore Martin verschiedene Kurse und Schulungen. Dazu gehörten unter anderem der Armor Officer Basic Course, der Infantry Officer Advanced Course, das Naval War College und das United States Army War College. Außerdem erhielt er einen akademischen Grad von der Webster University.
In seinen jüngeren Jahren absolvierte er den für Offiziere in den niederen Rangstufen üblichen Dienst in unterschiedlichen Einheiten und Standorten. Dazu gehörten auch Aufgaben als Stabsoffizier in verschiedenen Hauptquartieren. Im weiteren Verlauf kommandierte er militärische Einheiten auf fast allen Ebenen. In Deutschland war er Kompanieführer einer der 3. Infanteriedivision unterstehenden Einheit. Es folgte eine Versetzung zum Fort Hood dem heutigen Fort Cavazos, wo er eine Schwadron des 10. Kavallerieregiments kommandierte.
Während des Irakkriegs kommandierte Martin unter anderem eine Brigade der 4. Infanteriedivision. Dann leitete er die Stabsabteilung für Operationen (G3) dieser Division. In der Folge war er mehrfach im Irak stationiert. In Fort Irwin in Kalifornien leitete er die Stabsabteilung für Operationen des National Training Centers. Im Jahr 2011 kehrte Theodore Martin an die Militärakademie in West Point zurück, wo er bis 2012 Führungsoffizier der Kadetten (commandant of cadets of the United States Military Academy) war. Danach kehrte er zum National Training Center in Fort Irwin zurück, das er von 2012 bis 2015 leitete.
Im April 2015 erhielt Martin als Nachfolger von Thomas S. Vandal das Kommando über die 2. Infanteriedivision, die in Südkorea stationiert ist. Martin behielt dieses Kommando bis zum 18. Juli 2017 als Scott McKean seine Nachfolge antrat. Nach einer zwischenzeitlich anderen Verwendung wurde er zum United States Army Training and Doctrine Command versetzt, wo er dessen Stabschef und stellvertretender Kommandeur wurde. Diese Funktionen übte er in den Jahren 2018 bis 2021 aus.
Daran schloss sich eine Versetzung zum Fort Leavenworth in Kansas an. Dort übernahm Martin das Kommando über das United States Army Combined Arms Center und das Command and General Staff College. Diese Aufgabe erfüllte er zwischen Mai 2021 und Oktober 2022. Danach schied er aus dem aktiven Militärdienst aus.

## Orden und Auszeichnungen
Theodore Martin erhielt im Lauf seiner militärischen Laufbahn unter anderem folgende Auszeichnungen:
- Army Distinguished Service Medal
- Legion of Merit
- Bronze Star Medal
- Meritorious Service Medal
- Army Commendation Medal
- Army Achievement Medal
- Valorous Unit Award
- Meritorious Unit Commendation
- Superior Unit Award
- National Defense Service Medal
- Southwest Asia Service Medal
- Iraq Campaign Medal
- Global War on Terrorism Expeditionary Medal
- Global War on Terrorism Service Medal
- Korea Defense Service Medal